# Championnats du monde de ski alpin handisport 2019
Les championnats du monde de ski alpin handisport 2019 ont eu lieu du 21 au 31  janvier 2019 à Sella Nevea, en Italie et à Kranjska Gora, en Slovénie,. Les épreuves techniques se déroulent en Slovénie et les épreuves de vitesse en Italie.
Les athlètes se divisent en trois catégories : malvoyants, debout, assis. Ces catégories comportent des sous-catégories selon le degré de handicap des athlètes.
Cinq épreuves sont au programme :
- Descente
- Super G
- Slalom Géant
- Slalom
- Super Combiné (Super G + Slalom)

En raison de conditions météorologiques défavorables, l'épreuve du Super G prévue le 1 février 2019 a été annulé. Les athlètes sont donc jugés sur leur performance au Super G du Super Combiné.

## Calendrier
Les épreuves s'organisent de la manière suivante :
|  | Entrainement |  | Finale |

| Lieu                       | Lieu          | Kranjska Gora | Kranjska Gora | Kranjska Gora | Kranjska Gora | Sella Nevea | Sella Nevea | Sella Nevea | Sella Nevea |
| Date                       | Date          | 21/01         | 22/01         | 23/01         | 24/01         | 27/01       | 28/01       | 30/01       | 31/01       |
| Épreuves                   | Épreuves      | 21/01         | 22/01         | 23/01         | 24/01         | 27/01       | 28/01       | 30/01       | 31/01       |
| -------------------------- | ------------- | ------------- | ------------- | ------------- | ------------- | ----------- | ----------- | ----------- | ----------- |
| Hommes (toutes catégories) | Descente      |               |               |               |               |             |             |             |             |
| Hommes (toutes catégories) | Slalom        |               |               |               |               |             |             |             |             |
| Hommes (toutes catégories) | Slalom Géant  |               |               |               |               |             |             |             |             |
| Hommes (toutes catégories) | Super Combiné |               |               |               |               |             |             |             |             |
| Hommes (toutes catégories) | Super G       |               |               |               |               |             |             |             |             |
| Femmes (toutes catégories) | Descente      |               |               |               |               |             |             |             |             |
| Femmes (toutes catégories) | Slalom        |               |               |               |               |             |             |             |             |
| Femmes (toutes catégories) | Slalom Géant  |               |               |               |               |             |             |             |             |
| Femmes (toutes catégories) | Super Combiné |               |               |               |               |             |             |             |             |
| Femmes (toutes catégories) | Super G       |               |               |               |               |             |             |             |             |

## Tableaux des médailles

### Tableau des médailles par pays[4]
| Rang | Nation      | Or | Argent | Bronze | Total |
| ---- | ----------- | -- | ------ | ------ | ----- |
| 1    | France      | 8  | 1      | 1      | 10    |
| 2    | Pays-Bas    | 5  | 1      | 0      | 6     |
| 3    | Italie      | 4  | 1      | 0      | 5     |
| 4    | Allemagne   | 3  | 7      | 3      | 13    |
| 5    | Slovaquie   | 3  | 3      | 4      | 10    |
| 6    | Royaume-Uni | 2  | 3      | 3      | 8     |
| 7    | Suisse      | 2  | 3      | 0      | 5     |
| 8    | Japon       | 2  | 1      | 5      | 8     |
| 9    | Australie   | 1  | 2      | 2      | 5     |
| 10   | Canada      | 0  | 4      | 2      | 6     |
| 11   | Autriche    | 0  | 2      | 3      | 5     |
| 12   | Norvège     | 0  | 2      | 2      | 4     |
| 13   | États-Unis  | 0  | 0      | 3      | 3     |
| 14   | Pologne     | 0  | 0      | 1      | 1     |

### Tableau des médailles par épreuve
| Catégories | Épreuves      | Or                  | Argent              | Bronze             |
| ---------- | ------------- | ------------------- | ------------------- | ------------------ |
| Hommes     |               |                     |                     |                    |
| Assis      | Descente      | Jeroen Kampschreur  | Kurt Oatway         | Takeshi Suzuki     |
| Assis      | Slalom        | Jeroen Kampschreur  | Jesper Pedersen     | Igor Sikorski      |
| Assis      | Slalom Géant  | Jeroen Kampschreur  | Niels de Langen     | Jesper Pedersen    |
| Assis      | Super Combiné | Jeroen Kampschreur  | Jesper Pedersen     | Takeshi Suzuki     |
| Assis      | Super G       | Jeroen Kampschreur  | Kurt Oatway         | Jesper Pedersen    |
|            |               |                     |                     |                    |
| Debout     | Descente      | Théo Gmür           | Markus Salcher      | Arthur Bauchet     |
| Debout     | Slalom        | Arthur Bauchet      | Thomas Pfyl         | Mitchell Gourley   |
| Debout     | Slalom Géant  | Arthur Bauchet      | Théo Gmür           | Thomas C Walsh     |
| Debout     | Super Combiné | Arthur Bauchet      | Thomas Pfyl         | Thomas C Walsh     |
| Debout     | Super G       | Théo Gmür           | Arthur Bauchet      | Markus Salcher     |
|            |               |                     |                     |                    |
| Malvoyant  | Descente      | Giacomo Bertagnolli | Josef Lahner        | Jakub Krako        |
| Malvoyant  | Slalom        | Giacomo Bertagnolli | Miroslav Haraus     | Josef Lahner       |
| Malvoyant  | Slalom Géant  | Marek Kubacka       | Giacomo Bertagnolli | Josef Lahner       |
| Malvoyant  | Super Combiné | Giacomo Bertagnolli | Jakub Krako         | Miroslav Haraus    |
| Malvoyant  | Super G       | Giacomo Bertagnolli | Jakub Krako         | Miroslav Haraus    |
| Femmes     |               |                     |                     |                    |
| Assise     | Descente      | Anna Schaffelhuber  | Anna-Lena Forster   | Momoka Muraoka     |
| Assise     | Slalom        | Anna-Lena Forster   | Anna Schaffelhuber  | Momoka Muraoka     |
| Assise     | Slalom Géant  | Momoka Muraoka      | Anna Schaffelhuber  | Anna-Lena Forster  |
| Assise     | Super Combiné | Momoka Muraoka      | Anna Schaffelhuber  | Anna-Lena Forster  |
| Assise     | Super G       | Anna Schaffelhuber  | Momoka Muraoka      | Laurie Stephens    |
|            |               |                     |                     |                    |
| Debout     | Descente      | Marie Bochet        | Andrea Rothfuss     | Ammi Hondo         |
| Debout     | Slalom        | Marie Bochet        | Frédérique Turgeon  | Andrea Rothfuss    |
| Debout     | Slalom Géant  | Marie Bochet        | Alana Ramsay        | Petra Smaržová     |
| Debout     | Super Combiné | Marie Bochet        | Andrea Rothfuss     | Frédérique Turgeon |
| Debout     | Super G       | Marie Bochet        | Andrea Rothfuss     | Frédérique Turgeon |
|            |               |                     |                     |                    |
| Malvoyante | Descente      | Menna Fitzpatrick   | Kelly Gallagher     | NC                 |
| Malvoyante | Slalom        | Henrieta Farkašová  | Menna Fitzpatrick   | Melissa Perrine    |
| Malvoyante | Slalom Géant  | Henrieta Farkašová  | Melissa Perrine     | Menna Fitzpatrick  |
| Malvoyante | Super Combiné | Melissa Perrine     | Menna Fitzpatrick   | Kelly Gallagher    |
| Malvoyante | Super G       | Menna Fitzpatrick   | Melissa Perrine     | Kelly Gallagher    |

## Résultats détaillés
Si un athlète déclare forfait et ne fait pas la course alors il sera affiché DNS (Did Not Start).
Si un athlète chute et ne finit pas la course alors il sera affiché DNF (Did Not Finish).
Si un athlète sort du parcours de la course alors il sera affiché DSQ (Disqualifié).

### Hommes

#### Assis
| Rang                              | Athlète            | Catégorie          | Pays             | Temps         |
| --------------------------------- | ------------------ | ------------------ | ---------------- | ------------- |
| Médaille d'or                     | Jeroen Kampschreur | LW12-2             | Pays-Bas         | 0 min 58 s 81 |
| Médaille d'argent                 | Kurt Oatway        | LW12-1             | Canada           | 0 min 59 s 44 |
| Médaille de bronze                | Takeshi Suzuki     | LW12-2             | Japon            | 1 min 00 s 87 |
| 4                                 | Corey Peters       | LW12-1             | Nouvelle-Zélande | 1 min 01 s 52 |
| 5                                 | Taiki Morii        | LW11               | Japon            | 1 min 02 s 28 |
| 6                                 | Sam Tait           | LW11               | Australie        | 1 min 02 s 50 |
| 7                                 | Jesper Pedersen    | LW11               | Norvège          | 1 min 02 s 70 |
| 8                                 | Floris Meijer      | LW10-2             | Pays-Bas         | 1 min 06 s 98 |
|                                   | Andrew Kurka       | LW12-1             | États-Unis       | DNF           |
| Akira Kano                        | LW11               | Japon              | DNF              |               |
| Niels de Langen                   | LW12-2             | Pays-Bas           | DNF              |               |
| Nicolas Bisquertt Hudson          | LW10-2             | Chili              | DNF              |               |
| Igor Sikorski                     | LW11               | Pologne            | DNF              |               |
| Pavel Bambousek                   | LW12-1             | République tchèque | DNF              |               |
| Arly Aristides Velasquez Penaloza | LW10-1             | Mexique            | DNF              |               |
| Alex Cairns                       | LW12-1             | Canada             | DNS              |               |
| Murat Pelit                       | LW11               | Suisse             | DNS              |               |
| Rene de Silvestro                 | LW12-1             | Italie             | DNS              |               |

| Rang                     | Athlète             | Catégorie          | Pays          | Course 1      | Course 1 | Course 2      | Course 2 | Total         |
| Rang                     | Athlète             | Catégorie          | Pays          | Temps         | Rang     | Temps         | Rang     | Total         |
| ------------------------ | ------------------- | ------------------ | ------------- | ------------- | -------- | ------------- | -------- | ------------- |
| Médaille d'or            | Jeroen Kampschreur  | LW12-2             | Pays-Bas      | 0 min 55 s 24 | 1e       | 0 min 55 s 74 | 1e       | 1 min 50 s 98 |
| Médaille d'argent        | Jesper Pedersen     | LW11               | Norvège       | 0 min 56 s 39 | 2e       | 0 min 58 s 41 | 2e       | 1 min 54 s 80 |
| Médaille de bronze       | Igor Sikorski       | LW11               | Pologne       | 0 min 59 s 72 | 3e       | 0 min 59 s 39 | 3e       | 1 min 59 s 11 |
| 4                        | Taiki Morii         | LW11               | Japon         | 1 min 02 s 24 | 6e       | 0 min 59 s 59 | 4e       | 2 min 01 s 83 |
| 5                        | Takeshi Suzuki      | LW12-2             | Japon         | 0 min 59 s 97 | 4e       | 1 min 02 s 40 | 6e       | 2 min 02 s 37 |
| 6                        | Roman Rabl          | LW12-1             | Autriche      | 1 min 05 s 03 | 8e       | 1 min 02 s 15 | 5e       | 2 min 07 s 18 |
| 7                        | Alex Cairns         | LW12-1             | Canada        | 1 min 04 s 04 | 7e       | 1 min 08 s 23 | 8e       | 2 min 12 s 27 |
| 8                        | Floris Meijer       | LW10-2             | Pays-Bas      | 1 min 08 s 95 | 10e      | 1 min 05 s 87 | 7e       | 2 min 14 s 82 |
| 9                        | Thomas Nolte        | LW11               | Allemagne     | 1 min 09 s 00 | 11e      | 1 min 08 s 55 | 9e       | 2 min 17 s 55 |
| 10                       | Jernej Slivnik      | LW12-1             | Slovaquie     | 1 min 07 s 88 | 9e       | 1 min 09 s 71 | 10e      | 2 min 17 s 59 |
|                          | Markus Gfatterhofer | LW10-1             | Autriche      | 1 min 00 s 88 | 5e       | NC            | NC       | DNF           |
| Nicolas Bisquertt Hudson | LW10-2              | Chili              | 1 min 25 s 65 | 12e           | NC       | NC            | DNF      |               |
| Niels de Langen          | LW12-2              | Pays-Bas           | NC            | NC            | NC       | NC            | DNF      |               |
| Rene de Silvestro        | LW12-1              | Italie             | NC            | NC            | NC       | NC            | DNF      |               |
| Andrew Kurka             | LW12-1              | États-Unis         | NC            | NC            | NC       | NC            | DNF      |               |
| Simon Wallner            | LW10-1              | Autriche           | NC            | NC            | NC       | NC            | DNF      |               |
| Akira Kano               | LW11                | Japon              | NC            | NC            | NC       | NC            | DNF      |               |
| Pavel Bambousek          | LW12-1              | République tchèque | NC            | NC            | NC       | NC            | DNF      |               |
| Manuel Michieletto       | LW11                | Italie             | NC            | NC            | NC       | NC            | DNF      |               |
| Petr Drahos              | LW12-1              | République tchèque | NC            | NC            | NC       | NC            | DNF      |               |

| Rang                | Athlète                           | Catégorie          | Pays               | Course 1      | Course 1 | Course 2      | Course 2 | Total         |
| Rang                | Athlète                           | Catégorie          | Pays               | Temps         | Rang     | Temps         | Rang     | Total         |
| ------------------- | --------------------------------- | ------------------ | ------------------ | ------------- | -------- | ------------- | -------- | ------------- |
| Médaille d'or       | Jeroen Kampschreur                | LW12-2             | Pays-Bas           | 1 min 03 s 61 | 1e       | 1 min 06 s 94 | 1e       | 2 min 10 s 55 |
| Médaille d'argent   | Niels de Langen                   | LW12-2             | Pays-Bas           | 1 min 03 s 63 | 2e       | 1 min 08 s 69 | 3e       | 2 min 12 s 32 |
| Médaille de bronze  | Jesper Pedersen                   | LW11               | Norvège            | 1 min 04 s 96 | 3e       | 1 min 07 s 73 | 2e       | 2 min 12 s 69 |
| 4                   | Rene de Silvestro                 | LW12-1             | Italie             | 1 min 04 s 96 | 3e       | 1 min 10 s 63 | 6e       | 2 min 15 s 59 |
| 5                   | Christoph Kunz                    | LW10-1             | Suisse             | 1 min 05 s 94 | 5e       | 1 min 10 s 47 | 5e       | 2 min 16 s 41 |
| 6                   | Andrew Kurka                      | LW12-1             | États-Unis         | 1 min 06 s 53 | 6e       | 1 min 10 s 65 | 7e       | 2 min 17 s 18 |
| 7                   | Taiki Morii                       | LW11               | Japon              | 1 min 06 s 61 | 7e       | 1 min 10 s 98 | 8e       | 2 min 17 s 59 |
| 8                   | Takeshi Suzuki                    | LW12-2             | Japon              | 1 min 08 s 77 | 9e       | 1 min 10 s 18 | 4e       | 2 min 18 s 95 |
| 9                   | Roman Rabl                        | LW12-1             | Autriche           | 1 min 09 s 75 | 11e      | 1 min 11 s 47 | 10e      | 2 min 21 s 22 |
| 10                  | Sam Tait                          | LW11               | Australie          | 1 min 09 s 95 | 12e      | 1 min 11 s 31 | 9e       | 2 min 21 s 26 |
| 11                  | Alex Cairns                       | LW12-1             | Canada             | 1 min 12 s 11 | 16e      | 1 min 12 s 64 | 11e      | 2 min 24 s 75 |
| 12                  | Floris Meijer                     | LW10-2             | Pays-Bas           | 1 min 10 s 97 | 13e      | 1 min 14 s 58 | 12e      | 2 min 25 s 55 |
| 13                  | Corey Peters                      | LW12-1             | Nouvelle-Zélande   | 1 min 11 s 89 | 15e      | 1 min 15 s 06 | 13e      | 2 min 26 s 95 |
| 14                  | Nicolas Bisquertt Hudson          | LW10-2             | Chili              | 1 min 13 s 69 | 19e      | 1 min 16 s 05 | 14e      | 2 min 29 s 74 |
| 15                  | Arly Aristides Velasquez Penaloza | LW10-1             | Mexique            | 1 min 12 s 26 | 17e      | 1 min 18 s 58 | 17e      | 2 min 30 s 84 |
| 16                  | Thomas Nolte                      | LW11               | Allemagne          | 1 min 13 s 55 | 18e      | 1 min 18 s 12 | 15e      | 2 min 31 s 67 |
| 17                  | Jernej Slivnik                    | LW12-1             | Slovaquie          | 1 min 14 s 79 | 20e      | 1 min 20 s 17 | 18e      | 2 min 34 s 96 |
| 18                  | Pavel Bambousek                   | LW12-1             | République tchèque | 1 min 17 s 29 | 21e      | 1 min 20 s 42 | 19e      | 2 min 37 s 71 |
| 19                  | Manuel Michieletto                | LW11               | Italie             | 1 min 20 s 91 | 22e      | 1 min 18 s 54 | 16e      | 2 min 39 s 45 |
|                     | Akira Kano                        | LW11               | Japon              | 1 min 11 s 86 | 14e      | NC            | NC       | DNF           |
| Markus Gfatterhofer | LW10-1                            | Autriche           | 1 min 08 s 99      | 10e           | NC       | NC            | DNF      |               |
| Murat Pelit         | LW11                              | Suisse             | 1 min 08 s 62      | 8e            | NC       | NC            | DNF      |               |
| Petr Drahos         | LW12-1                            | République tchèque | 1 min 22 s 01      | 23e           | NC       | NC            | DNF      |               |
| Igor Sikorski       | LW11                              | Pologne            | NC                 | NC            | NC       | NC            | DNF      |               |
| Kurt Oatway         | LW12-1                            | Canada             | NC                 | NC            | NC       | NC            | DNF      |               |
| Simon Wallner       | LW10-1                            | Autriche           | NC                 | NC            | NC       | NC            | DNF      |               |

| Rang               | Athlète | Catégorie | Pays | Course 1 | Course 1 | Course 2 | Course 2 | Total |
| Rang               | Athlète | Catégorie | Pays | Temps    | Rang     | Temps    | Rang     | Total |
| ------------------ | ------- | --------- | ---- | -------- | -------- | -------- | -------- | ----- |
| Médaille d'or      |         |           |      |          |          |          |          |       |
| Médaille d'argent  |         |           |      |          |          |          |          |       |
| Médaille de bronze |         |           |      |          |          |          |          |       |
| 4                  |         |           |      |          |          |          |          |       |
| 5                  |         |           |      |          |          |          |          |       |
| 6                  |         |           |      |          |          |          |          |       |
| 7                  |         |           |      |          |          |          |          |       |
| 8                  |         |           |      |          |          |          |          |       |
| 9                  |         |           |      |          |          |          |          |       |
| 10                 |         |           |      |          |          |          |          |       |
| 11                 |         |           |      |          |          |          |          |       |
| 12                 |         |           |      |          |          |          |          |       |
| 13                 |         |           |      |          |          |          |          |       |
| 14                 |         |           |      |          |          |          |          |       |
| 15                 |         |           |      |          |          |          |          |       |
| 16                 |         |           |      |          |          |          |          |       |
| 17                 |         |           |      |          |          |          |          |       |
| 18                 |         |           |      |          |          |          |          |       |
| 19                 |         |           |      |          |          |          |          |       |

| Rang               | Athlète | Catégorie | Pays | Temps |
| ------------------ | ------- | --------- | ---- | ----- |
| Médaille d'or      |         |           |      |       |
| Médaille d'argent  |         |           |      |       |
| Médaille de bronze |         |           |      |       |
| 4                  |         |           |      |       |
| 5                  |         |           |      |       |
| 6                  |         |           |      |       |
| 7                  |         |           |      |       |
| 8                  |         |           |      |       |
| 9                  |         |           |      |       |
| 10                 |         |           |      |       |
| 11                 |         |           |      |       |
| 12                 |         |           |      |       |
| 13                 |         |           |      |       |
| 14                 |         |           |      |       |
| 15                 |         |           |      |       |
| 16                 |         |           |      |       |
| 17                 |         |           |      |       |
| 18                 |         |           |      |       |
| 19                 |         |           |      |       |
| 20                 |         |           |      |       |

#### Debout
| Rang               | Athlète                      | Catégorie | Pays        | Temps         |
| ------------------ | ---------------------------- | --------- | ----------- | ------------- |
| Médaille d'or      | Théo Gmür                    | LW9-1     | Suisse      | 0 min 58 s 62 |
| Médaille d'argent  | Markus Salcher               | LW9-1     | Autriche    | 0 min 59 s 28 |
| Médaille de bronze | Arthur Bauchet               | LW3       | France      | 0 min 59 s 43 |
| 4                  | Christoph Bernhard Schneider | LW6/8-2   | Autriche    | 1 min 00 s 35 |
| 5                  | Manoel Bourdenx              | LW4       | France      | 1 min 00 s 84 |
| 6                  | Thomas C Walsh               | LW4       | États-Unis  | 1 min 00 s 91 |
| 7                  | Alexis Guimond               | LW9-1     | Canada      | 1 min 01 s 14 |
| 8                  | Nico Pajantschitsch          | LW6/8-2   | Autriche    | 1 min 01 s 32 |
| 9                  | Robin Cuche                  | LW9-2     | Suisse      | 1 min 01 s 59 |
| 10                 | Braydon Luscombe             | LW2       | Canada      | 1 min 01 s 64 |
| 11                 | Thomas Pfyl                  | LW9-2     | Suisse      | 1 min 01 s 75 |
| 12                 | Jordan Broisin               | LW4       | France      | 1 min 02 s 66 |
| 13                 | Hiraku Misawa                | LW2       | Japon       | 1 min 02 s 95 |
| 14                 | James Whitley                | LW5/7-3   | Royaume-Uni | 1 min 03 s 12 |
| 15                 | Roger Puig Davi              | LW9-2     | Andorre     | 1 min 03 s 70 |
| 16                 | Spencer Wood                 | LW9-2     | États-Unis  | 1 min 03 s 86 |
| 17                 | Martin France                | LW9-1     | Slovaquie   | 1 min 05 s 51 |
| 18                 | Connor Hogan                 | LW9-1     | États-Unis  | 1 min 06 s 67 |
| 19                 | Davide Bendotti              | LW2       | Italie      | 1 min 07 s 29 |
| 20                 | Andrew Haraghey              | LW1       | États-Unis  | 1 min 07 s 38 |
|                    | Mitchell Gourley             | LW6/8-2   | Australie   | DNF           |

| Rang               | Athlète                | Catégorie  | Pays          | Course 1      | Course 1 | Course 2      | Course 2 | Total         |
| Rang               | Athlète                | Catégorie  | Pays          | Temps         | Rang     | Temps         | Rang     | Total         |
| ------------------ | ---------------------- | ---------- | ------------- | ------------- | -------- | ------------- | -------- | ------------- |
| Médaille d'or      | Arthur Bauchet         | LW3        | France        | 0 min 51 s 72 | 1e       | 0 min 51 s 99 | 1e       | 1 min 43 s 71 |
| Médaille d'argent  | Thomas Pfyl            | LW9-2      | Suisse        | 0 min 55 s 54 | 2e       | 0 min 55 s 64 | 2e       | 1 min 51 s 18 |
| Médaille de bronze | Mitchell Gourley       | LW6/8-2    | Australie     | 0 min 57 s 19 | 4e       | 0 min 56 s 06 | 3e       | 1 min 53 s 25 |
| 4                  | Hilmar Orvarsson       | LW2        | Islande       | 0 min 57 s 42 | 5e       | 0 min 56 s 11 | 4e       | 1 min 53 s 53 |
| 5                  | Martin France          | LW9-1      | Slovaquie     | 0 min 57 s 51 | 6e       | 0 min 57 s 33 | 5e       | 1 min 54 s 84 |
| 6                  | Martin Wuerz           | LW6/8-2    | Autriche      | 0 min 59 s 39 | 8e       | 0 min 58 s 11 | 7e       | 1 min 57 s 50 |
| 7                  | Robin Cuche            | LW9-2      | Suisse        | 0 min 59 s 02 | 7e       | 0 min 58 s 58 | 9e       | 1 min 57 s 60 |
| 8                  | James Whitley          | LW5/7-3    | Royaume-Uni   | 1 min 00 s 05 | 9e       | 0 min 58 s 57 | 8e       | 1 min 58 s 62 |
| 9                  | Spencer Wood           | LW9-2      | États-Unis    | 1 min 00 s 55 | 11e      | 0 min 58 s 09 | 6e       | 1 min 58 s 64 |
| 10                 | Jordan Broisin         | LW4        | France        | 1 min 00 s 30 | 10e      | 1 min 00 s 64 | 11e      | 2 min 00 s 94 |
| 11                 | Nico Pajantschitsch    | LW6/8-2    | Autriche      | 1 min 00 s 84 | 12e      | 1 min 00 s 18 | 10e      | 2 min 01 s 02 |
| 12                 | Roger Puig Davi        | LW9-2      | Andorre       | 1 min 01 s 71 | 14e      | 1 min 00 s 84 | 12e      | 2 min 02 s 55 |
| 13                 | Davide Bendotti        | LW2        | Italie        | 1 min 01 s 07 | 13e      | 1 min 02 s 35 | 13e      | 2 min 03 s 42 |
| 14                 | Manoel Bourdenx        | LW4        | France        | 1 min 06 s 08 | 16e      | 1 min 05 s 18 | 14e      | 2 min 11 s 26 |
| 15                 | Marcus Nilsson Grasto  | LW5/7-2    | Norvège       | 1 min 07 s 73 | 17e      | 1 min 07 s 15 | 15e      | 2 min 14 s 88 |
| 16                 | Bartlomiej Pawlikowski | LW6/8-2    | Pologne       | 1 min 11 s 88 | 18e      | 1 min 09 s 33 | 16e      | 2 min 21 s 21 |
|                    | Aron Lindstroem        | LW6/8-2    | Suède         | 1 min 56 s 90 | 3e       | NC            | NC       | DNF           |
| Kohei Takahashi    | LW9-2                  | Japon      | 1 min 03 s 23 | 15e           | NC       | NC            | DNF      |               |
| Thomas C Walsh     | LW4                    | États-Unis | 1 min 18 s 06 | 19e           | NC       | NC            | DNS      |               |
| Hiraku Misawa      | LW2                    | Japon      | NC            | NC            | NC       | NC            | DNF      |               |
| Connor Hogan       | LW9-1                  | États-Unis | NC            | NC            | NC       | NC            | DNF      |               |
| Andrew Haraghey    | LW1                    | États-Unis | NC            | NC            | NC       | NC            | DNF      |               |
| Zhao Shuai         | LW6/8-2                | Chine      | NC            | NC            | NC       | NC            | DNF      |               |
| Remi Mazi          | LW6/8-2                | Belgique   | NC            | NC            | NC       | NC            | DSQ      |               |
| Sun Hongsheng      | LW5/7-1                | Chine      | NC            | NC            | NC       | NC            | DSQ      |               |

| Rang               | Athlète                      | Catégorie  | Pays        | Course 1      | Course 1 | Course 2      | Course 2 | Total         |
| Rang               | Athlète                      | Catégorie  | Pays        | Temps         | Rang     | Temps         | Rang     | Total         |
| ------------------ | ---------------------------- | ---------- | ----------- | ------------- | -------- | ------------- | -------- | ------------- |
| Médaille d'or      | Arthur Bauchet               | LW3        | France      | 1 min 00 s 78 | 1e       | 1 min 04 s 02 | 1e       | 2 min 04 s 80 |
| Médaille d'argent  | Théo Gmür                    | LW9-1      | Suisse      | 1 min 00 s 91 | 2e       | 1 min 04 s 60 | 2e       | 2 min 05 s 51 |
| Médaille de bronze | Thomas C Walsh               | LW4        | États-Unis  | 1 min 01 s 53 | 3e       | 1 min 05 s 80 | 5e       | 2 min 07 s 33 |
| 4                  | Mitchell Gourley             | LW6/8-2    | Australie   | 1 min 02 s 58 | 5e       | 1 min 05 s 32 | 4e       | 2 min 07 s 90 |
| 5                  | Thomas Pfyl                  | LW9-2      | Suisse      | 1 min 03 s 23 | 8e       | 1 min 04 s 82 | 3e       | 2 min 08 s 05 |
| 6                  | Martin France                | LW9-1      | Slovaquie   | 1 min 02 s 11 | 4e       | 1 min 06 s 19 | 6e       | 2 min 08 s 30 |
| 7                  | Alexis Guimond               | LW9-1      | Canada      | 1 min 02 s 98 | 6e       | 1 min 06 s 66 | 8e       | 2 min 09 s 64 |
| 8                  | Christoph Bernhard Schneider | LW6/8-2    | Autriche    | 1 min 03 s 95 | 9e       | 1 min 06 s 36 | 7e       | 2 min 10 s 31 |
| 9                  | Nico Pajantschitsch          | LW6/8-2    | Autriche    | 1 min 02 s 98 | 6e       | 1 min 07 s 91 | 9e       | 2 min 10 s 89 |
| 10                 | Martin Wuerz                 | LW6/8-2    | Autriche    | 1 min 04 s 03 | 10e      | 1 min 07 s 98 | 10e      | 2 min 12 s 01 |
| 11                 | Markus Salcher               | LW9-1      | Autriche    | 1 min 04 s 14 | 11e      | 1 min 08 s 16 | 11e      | 2 min 12 s 30 |
| 12                 | Jordan Broisin               | LW4        | France      | 1 min 04 s 83 | 12e      | 1 min 08 s 99 | 12e      | 2 min 13 s 82 |
| 13                 | James Whitley                | LW5/7-3    | Royaume-Uni | 1 min 06 s 58 | 14e      | 1 min 09 s 87 | 14e      | 2 min 16 s 45 |
| 14                 | Braydon Luscombe             | LW2        | Canada      | 1 min 07 s 16 | 15e      | 1 min 09 s 46 | 13e      | 2 min 16 s 62 |
| 15                 | Aron Lindstroem              | LW6/8-2    | Suède       | 1 min 05 s 44 | 13e      | 1 min 13 s 27 | 21e      | 2 min 18 s 71 |
| 16                 | Spencer Wood                 | LW9-2      | États-Unis  | 1 min 07 s 31 | 16e      | 1 min 11 s 67 | 15e      | 2 min 18 s 98 |
| 17                 | Kohei Takahashi              | LW9-2      | Japon       | 1 min 09 s 52 | 18e      | 1 min 11 s 77 | 16e      | 2 min 21 s 29 |
| 18                 | Roger Puig Davi              | LW9-2      | Andorre     | 1 min 09 s 50 | 17e      | 1 min 12 s 21 | 17e      | 2 min 21 s 71 |
| 19                 | Davide Bendotti              | LW2        | Italie      | 1 min 09 s 58 | 19e      | 1 min 12 s 52 | 19e      | 2 min 22 s 10 |
| 20                 | Hilmar Orvarsson             | LW2        | Islande     | 1 min 10 s 47 | 20e      | 1 min 12 s 56 | 20e      | 2 min 23 s 03 |
| 21                 | Hiraku Misawa                | LW2        | Japon       | 1 min 11 s 73 | 23e      | 1 min 12 s 38 | 18e      | 2 min 24 s 11 |
| 22                 | Marcus Nilsson Grasto        | LW5/7-2    | Norvège     | 1 min 11 s 72 | 22e      | 1 min 16 s 12 | 22e      | 2 min 27 s 84 |
| 23                 | Remi Mazi                    | LW6/8-2    | Belgique    | 1 min 15 s 92 | 24e      | 1 min 19 s 94 | 24e      | 2 min 35 s 86 |
| 24                 | Bartlomiej Pawlikowski       | LW6/8-2    | Pologne     | 1 min 17 s 26 | 25e      | 1 min 18 s 89 | 23e      | 2 min 36 s 15 |
| 25                 | Sun Hongsheng                | LW5/7-1    | Chine       | 1 min 17 s 63 | 26e      | 1 min 22 s 87 | 25e      | 2 min 40 s 50 |
| 26                 | Zhao Shuai                   | LW6/8-2    | Chine       | 1 min 19 s 77 | 27e      | 1 min 26 s 75 | 26e      | 2 min 46 s 52 |
|                    | Connor Hogan                 | LW9-1      | États-Unis  | 1 min 10 s 86 | 21e      | NC            | NC       | DNF           |
| Manoel Bourdenx    | LW4                          | France     | NC          | NC            | NC       | NC            | DNF      |               |
| Andrew Haraghey    | LW1                          | États-Unis | NC          | NC            | NC       | NC            | DNF      |               |
| Robin Cuche        | LW9-2                        | Suisse     | NC          | NC            | NC       | NC            | DNS      |               |

| Rang               | Athlète | Catégorie | Pays | Course 1 | Course 1 | Course 2 | Course 2 | Total |
| Rang               | Athlète | Catégorie | Pays | Temps    | Rang     | Temps    | Rang     | Total |
| ------------------ | ------- | --------- | ---- | -------- | -------- | -------- | -------- | ----- |
| Médaille d'or      |         |           |      |          |          |          |          |       |
| Médaille d'argent  |         |           |      |          |          |          |          |       |
| Médaille de bronze |         |           |      |          |          |          |          |       |
| 4                  |         |           |      |          |          |          |          |       |
| 5                  |         |           |      |          |          |          |          |       |
| 6                  |         |           |      |          |          |          |          |       |
| 7                  |         |           |      |          |          |          |          |       |
| 8                  |         |           |      |          |          |          |          |       |
| 9                  |         |           |      |          |          |          |          |       |
| 10                 |         |           |      |          |          |          |          |       |
| 11                 |         |           |      |          |          |          |          |       |
| 12                 |         |           |      |          |          |          |          |       |
| 13                 |         |           |      |          |          |          |          |       |
| 14                 |         |           |      |          |          |          |          |       |
| 15                 |         |           |      |          |          |          |          |       |
| 16                 |         |           |      |          |          |          |          |       |
| 17                 |         |           |      |          |          |          |          |       |
| 18                 |         |           |      |          |          |          |          |       |
| 19                 |         |           |      |          |          |          |          |       |
| 20                 |         |           |      |          |          |          |          |       |
| 21                 |         |           |      |          |          |          |          |       |
| 22                 |         |           |      |          |          |          |          |       |
| 23                 |         |           |      |          |          |          |          |       |

| Rang               | Athlète | Catégorie | Pays | Temps |
| ------------------ | ------- | --------- | ---- | ----- |
| Médaille d'or      |         |           |      |       |
| Médaille d'argent  |         |           |      |       |
| Médaille de bronze |         |           |      |       |
| 4                  |         |           |      |       |
| 5                  |         |           |      |       |
| 6                  |         |           |      |       |
| 7                  |         |           |      |       |
| 8                  |         |           |      |       |
| 9                  |         |           |      |       |
| 10                 |         |           |      |       |
| 11                 |         |           |      |       |
| 12                 |         |           |      |       |
| 13                 |         |           |      |       |
| 14                 |         |           |      |       |
| 15                 |         |           |      |       |
| 16                 |         |           |      |       |
| 17                 |         |           |      |       |
| 18                 |         |           |      |       |
| 19                 |         |           |      |       |
| 20                 |         |           |      |       |
| 21                 |         |           |      |       |
| 22                 |         |           |      |       |
| 23                 |         |           |      |       |

#### Malvoyant
| Rang               | Athlète             | Catégorie | Pays               | Temps         |
| ------------------ | ------------------- | --------- | ------------------ | ------------- |
| Médaille d'or      | Giacomo Bertagnolli | B3        | Italie             | 1 min 00 s 28 |
| Médaille d'argent  | Josef Lahner        | B3        | Autriche           | 1 min 02 s 10 |
| Médaille de bronze | Jakub Krako         | B2        | Slovaquie          | 1 min 02 s 55 |
| 4                  | Kevin Burton        | B2        | États-Unis         | 1 min 04 s 89 |
| 5                  | Tadeas Kriz         | B3        | République tchèque | 1 min 07 s 00 |
| 6                  | Thomas Civade       | B3        | France             | 1 min 09 s 32 |
| 7                  | Patrick Jensen      | B2        | Australie          | 1 min 11 s 07 |
|                    | Miroslav Haraus     | B2        | Slovaquie          | DNF           |

| Rang                    | Athlète             | Catégorie          | Pays          | Course 1      | Course 1 | Course 2      | Course 2 | Total         |
| Rang                    | Athlète             | Catégorie          | Pays          | Temps         | Rang     | Temps         | Rang     | Total         |
| ----------------------- | ------------------- | ------------------ | ------------- | ------------- | -------- | ------------- | -------- | ------------- |
| Médaille d'or           | Giacomo Bertagnolli | B3                 | Italie        | 0 min 58 s 90 | 3e       | 0 min 56 s 53 | 1e       | 1 min 55 s 43 |
| Médaille d'argent       | Miroslav Haraus     | B2                 | Slovaquie     | 0 min 57 s 57 | 2e       | 0 min 59 s 50 | 4e       | 1 min 57 s 07 |
| Médaille de bronze      | Josef Lahner        | B3                 | Autriche      | 0 min 59 s 57 | 4e       | 0 min 59 s 16 | 3e       | 1 min 58 s 73 |
| 4                       | Thomas Civade       | B3                 | France        | 0 min 59 s 89 | 5e       | 0 min 58 s 89 | 2e       | 1 min 58 s 78 |
| 5                       | Gernot Morgenfurt   | B2                 | Autriche      | 1 min 01 s 91 | 6e       | 1 min 01 s 90 | 5e       | 2 min 03 s 81 |
| 6                       | Kevin Burton        | B2                 | États-Unis    | 1 min 08 s 07 | 7e       | 1 min 07 s 95 | 6e       | 2 min 16 s 02 |
| 7                       | Patrick Jensen      | B2                 | Australie     | 1 min 08 s 36 | 8e       | 1 min 08 s 10 | 7e       | 2 min 16 s 46 |
|                         | Jakub Krako         | B2                 | Slovaquie     | 0 min 56 s 18 | 1e       | NC            | NC       | DSQ           |
| Damir Misdrak           | B3                  | Croatie            | 1 min 10 s 22 | 9e            | NC       | NC            | DSQ      |               |
| Jon Santacana Maiztegui | B2                  | Espagne            | NC            | NC            | NC       | NC            | DNF      |               |
| Neil Simpson            | B3                  | Royaume-Uni        | NC            | NC            | NC       | NC            | DNF      |               |
| Tadeas Kriz             | B3                  | République tchèque | NC            | NC            | NC       | NC            | DNF      |               |
| Marek Kubacka           | B1                  | Slovaquie          | NC            | NC            | NC       | NC            | DSQ      |               |

| Rang               | Athlète                 | Catégorie   | Pays               | Course 1      | Course 1 | Course 2      | Course 2 | Total         |
| Rang               | Athlète                 | Catégorie   | Pays               | Temps         | Rang     | Temps         | Rang     | Total         |
| ------------------ | ----------------------- | ----------- | ------------------ | ------------- | -------- | ------------- | -------- | ------------- |
| Médaille d'or      | Marek Kubacka           | B1          | Slovaquie          | 1 min 03 s 21 | 4e       | 1 min 00 s 43 | 1e       | 2 min 03 s 64 |
| Médaille d'argent  | Giacomo Bertagnolli     | B3          | Italie             | 1 min 01 s 64 | 1e       | 1 min 06 s 94 | 2e       | 2 min 08 s 58 |
| Médaille de bronze | Josef Lahner            | B3          | Autriche           | 1 min 02 s 58 | 2e       | 1 min 07 s 43 | 4e       | 2 min 10 s 01 |
| 4                  | Miroslav Haraus         | B2          | Slovaquie          | 1 min 03 s 10 | 3e       | 1 min 07 s 41 | 3e       | 2 min 10 s 51 |
| 5                  | Jon Santacana Maiztegui | B2          | Espagne            | 1 min 05 s 14 | 5e       | 1 min 08 s 13 | 5e       | 2 min 13 s 27 |
| 6                  | Jakub Krako             | B2          | Slovaquie          | 1 min 06 s 22 | 6e       | 1 min 08 s 49 | 6e       | 2 min 14 s 71 |
| 7                  | Thomas Civade           | B3          | France             | 1 min 07 s 56 | 7e       | 1 min 10 s 10 | 7e       | 2 min 17 s 66 |
| 8                  | Gernot Morgenfurt       | B2          | Autriche           | 1 min 08 s 94 | 8e       | 1 min 10 s 97 | 8e       | 2 min 19 s 91 |
| 9                  | Patrick Jensen          | B2          | Australie          | 1 min 12 s 64 | 11e      | 1 min 13 s 35 | 9e       | 2 min 25 s 99 |
| 10                 | Tadeas Kriz             | B3          | République tchèque | 1 min 14 s 40 | 12e      | 1 min 18 s 55 | 10e      | 2 min 32 s 95 |
|                    | Kevin Burton            | B2          | États-Unis         | 1 min 10 s 16 | 9e       | NC            | NC       | DNF           |
| Neil Simpson       | B3                      | Royaume-Uni | 1 min 11 s 34      | 10e           | NC       | NC            | DNF      |               |
| Damir Misdrak      | B3                      | Croatie     | 1 min 18 s 54      | 13e           | NC       | NC            | DNF      |               |

| Rang               | Athlète | Catégorie | Pays | Course 1 | Course 1 | Course 2 | Course 2 | Total |
| Rang               | Athlète | Catégorie | Pays | Temps    | Rang     | Temps    | Rang     | Total |
| ------------------ | ------- | --------- | ---- | -------- | -------- | -------- | -------- | ----- |
| Médaille d'or      |         |           |      |          |          |          |          |       |
| Médaille d'argent  |         |           |      |          |          |          |          |       |
| Médaille de bronze |         |           |      |          |          |          |          |       |
| 4                  |         |           |      |          |          |          |          |       |
| 5                  |         |           |      |          |          |          |          |       |
| 6                  |         |           |      |          |          |          |          |       |
| 7                  |         |           |      |          |          |          |          |       |
| 8                  |         |           |      |          |          |          |          |       |
| 9                  |         |           |      |          |          |          |          |       |
| 10                 |         |           |      |          |          |          |          |       |

| Rang               | Athlète | Catégorie | Pays | Temps |
| ------------------ | ------- | --------- | ---- | ----- |
| Médaille d'or      |         |           |      |       |
| Médaille d'argent  |         |           |      |       |
| Médaille de bronze |         |           |      |       |
| 4                  |         |           |      |       |
| 5                  |         |           |      |       |
| 6                  |         |           |      |       |
| 7                  |         |           |      |       |
| 8                  |         |           |      |       |
| 9                  |         |           |      |       |
| 10                 |         |           |      |       |

### Femmes

#### Assise
| Rang               | Athlète             | Catégorie  | Pays       | Temps         |
| ------------------ | ------------------- | ---------- | ---------- | ------------- |
| Médaille d'or      | Anna Schaffelhuber  | LW10-2     | Allemagne  | 1 min 08 s 54 |
| Médaille d'argent  | Anna-Lena Forster   | LW12-1     | Allemagne  | 1 min 10 s 03 |
| Médaille de bronze | Momoka Muraoka      | LW10-2     | Japon      | 1 min 11 s 33 |
| 4                  | Barbara van Bergen  | LW11       | Pays-Bas   | 1 min 12 s 43 |
| 5                  | Laurie Stephens     | LW12-1     | États-Unis | 1 min 12 s 89 |
|                    | Victoria Pendergast | LW12-1     | Australie  | DNF           |
| Anna Beninati      | LW12-2              | États-Unis | DNS        |               |

| Rang               | Athlète            | Catégorie | Pays       | Course 1      | Course 1 | Course 2      | Course 2 | Total         |
| Rang               | Athlète            | Catégorie | Pays       | Temps         | Rang     | Temps         | Rang     | Total         |
| ------------------ | ------------------ | --------- | ---------- | ------------- | -------- | ------------- | -------- | ------------- |
| Médaille d'or      | Anna-Lena Forster  | LW12-1    | Allemagne  | 1 min 09 s 87 | 1e       | 1 min 08 s 37 | 1e       | 2 min 18 s 24 |
| Médaille d'argent  | Anna Schaffelhuber | LW10-2    | Allemagne  | 1 min 10 s 62 | 2e       | 1 min 10 s 98 | 3e       | 2 min 21 s 60 |
| Médaille de bronze | Momoka Muraoka     | LW10-2    | Japon      | 1 min 16 s 39 | 3e       | 1 min 10 s 03 | 2e       | 2 min 26 s 42 |
| 4                  | Heike Eder         | LW12-1    | Autriche   | 1 min 20 s 67 | 5e       | 1 min 11 s 41 | 4e       | 2 min 32 s 08 |
| 5                  | Anna Beninati      | LW12-2    | États-Unis | 1 min 18 s 08 | 4e       | 1 min 18 s 24 | 5e       | 2 min 36 s 32 |
| 6                  | Liu Sitong         | LW12-2    | Chine      | 1 min 47 s 01 | 6e       | 1 min 29 s 41 | 6e       | 3 min 16 s 42 |
| 7                  | Zhang Wenjing      | LW12-1    | Chine      | 1 min 58 s 54 | 7e       | 1 min 41 s 96 | 7e       | 3 min 40 s 50 |
|                    | Barbara van Bergen | LW11      | Pays-Bas   | NC            | NC       | NC            | NC       | DNF           |

| Rang                | Athlète            | Catégorie  | Pays       | Course 1      | Course 1 | Course 2      | Course 2 | Total         |
| Rang                | Athlète            | Catégorie  | Pays       | Temps         | Rang     | Temps         | Rang     | Total         |
| ------------------- | ------------------ | ---------- | ---------- | ------------- | -------- | ------------- | -------- | ------------- |
| Médaille d'or       | Momoka Muraoka     | LW10-2     | Japon      | 1 min 11 s 19 | 1e       | 1 min 10 s 24 | 1e       | 2 min 21 s 43 |
| Médaille d'argent   | Anna Schaffelhuber | LW10-2     | Allemagne  | 1 min 11 s 87 | 2e       | 1 min 11 s 27 | 2e       | 2 min 23 s 14 |
| Médaille de bronze  | Anna-Lena Forster  | LW12-1     | Allemagne  | 1 min 19 s 26 | 3e       | 1 min 15 s 65 | 3e       | 2 min 34 s 91 |
| 4                   | Barbara van Bergen | LW11       | Pays-Bas   | 1 min 20 s 19 | 4e       | 1 min 26 s 45 | 4e       | 2 min 46 s 64 |
|                     | Anna Beninati      | LW12-2     | États-Unis | 1 min 28 s 26 | 5e       | NC            | NC       | DNF           |
| Victoria Pendergast | LW12-1             | Australie  | NC         | NC            | NC       | NC            | DNF      |               |
| Laurie Stephens     | LW12-1             | États-Unis | NC         | NC            | NC       | NC            | DNF      |               |
| Heike Eder          | LW12-1             | Autriche   | NC         | NC            | NC       | NC            | DNF      |               |
| Liu Sitong          | LW12-2             | Chine      | NC         | NC            | NC       | NC            | DNF      |               |
| Zhang Wenjing       | LW12-1             | Chine      | NC         | NC            | NC       | NC            | DNF      |               |

| Rang               | Athlète | Catégorie | Pays | Course 1 | Course 1 | Course 2 | Course 2 | Total |
| Rang               | Athlète | Catégorie | Pays | Temps    | Rang     | Temps    | Rang     | Total |
| ------------------ | ------- | --------- | ---- | -------- | -------- | -------- | -------- | ----- |
| Médaille d'or      |         |           |      |          |          |          |          |       |
| Médaille d'argent  |         |           |      |          |          |          |          |       |
| Médaille de bronze |         |           |      |          |          |          |          |       |
| 4                  |         |           |      |          |          |          |          |       |
| 5                  |         |           |      |          |          |          |          |       |
| 6                  |         |           |      |          |          |          |          |       |
| 7                  |         |           |      |          |          |          |          |       |

| Rang               | Athlète | Catégorie | Pays | Temps |
| ------------------ | ------- | --------- | ---- | ----- |
| Médaille d'or      |         |           |      |       |
| Médaille d'argent  |         |           |      |       |
| Médaille de bronze |         |           |      |       |
| 4                  |         |           |      |       |
| 5                  |         |           |      |       |
| 6                  |         |           |      |       |
| 7                  |         |           |      |       |

#### Debout
| Rang               | Athlète            | Catégorie | Pays      | Temps         |
| ------------------ | ------------------ | --------- | --------- | ------------- |
| Médaille d'or      | Marie Bochet       | LW6/8-2   | France    | 1 min 05 s 02 |
| Médaille d'argent  | Andrea Rothfuss    | LW6/8-2   | Allemagne | 1 min 10 s 88 |
| Médaille de bronze | Ammi Hondo         | LW6/8-2   | Japon     | 1 min 11 s 06 |
| 4                  | Frédérique Turgeon | LW        | Canada    | 1 min 11 s 56 |
| 5                  | Laura Valeanu      | LW4       | Roumanie  | 1 min 12 s 78 |
| 6                  | Mel Pemble         | LW9-2     | Canada    | 1 min 17 s 25 |
|                    | Alana Ramsay       | LW9-2     | Canada    | DNS           |

| Rang               | Athlète            | Catégorie | Pays               | Course 1      | Course 1 | Course 2      | Course 2 | Total         |
| Rang               | Athlète            | Catégorie | Pays               | Temps         | Rang     | Temps         | Rang     | Total         |
| ------------------ | ------------------ | --------- | ------------------ | ------------- | -------- | ------------- | -------- | ------------- |
| Médaille d'or      | Marie Bochet       | LW6/8-2   | France             | 1 min 03 s 24 | 1e       | 1 min 00 s 11 | 1e       | 2 min 03 s 35 |
| Médaille d'argent  | Frédérique Turgeon | LW2       | Canada             | 1 min 08 s 89 | 4e       | 1 min 04 s 95 | 2e       | 2 min 13 s 84 |
| Médaille de bronze | Andrea Rothfuss    | LW6/8-2   | Allemagne          | 1 min 06 s 84 | 2e       | 1 min 07 s 24 | 5e       | 2 min 14 s 08 |
| 4                  | Alana Ramsay       | LW9-2     | Canada             | 1 min 07 s 99 | 3e       | 1 min 06 s 66 | 4e       | 2 min 14 s 65 |
| 5                  | Petra Smaržová     | LW6/8-2   | Slovaquie          | 1 min 12 s 38 | 6e       | 1 min 06 s 58 | 3e       | 2 min 18 s 96 |
| 6                  | Anna-Maria Rieder  | LW9-1     | Allemagne          | 1 min 12 s 33 | 5e       | 1 min 09 s 42 | 6e       | 2 min 21 s 75 |
| 7                  | Ammi Hondo         | LW6/8-2   | Japon              | 1 min 13 s 59 | 7e       | 1 min 10 s 43 | 7e       | 2 min 24 s 02 |
| 8                  | Mel Pemble         | LW9-2     | Canada             | 1 min 15 s 73 | 8e       | 1 min 15 s 24 | 9e       | 2 min 30 s 97 |
| 9                  | Guo Jiaxin         | LW6/8-2   | Chine              | 1 min 20 s 92 | 9e       | 1 min 16 s 83 | 10e      | 2 min 37 s 75 |
| 10                 | Elena Kratter      | LW2       | Suisse             | 1 min 28 s 69 | 12e      | 1 min 12 s 79 | 8e       | 2 min 41 s 48 |
| 11                 | Wang Qingyun       | LW6/8-2   | Chine              | 1 min 23 s 39 | 10e      | 1 min 21 s 04 | 11e      | 2 min 44 s 43 |
|                    | Ilma Kazazić       | LW3       | Bosnie-Herzégovine | 1 min 25 s 68 | 11e      | NC            | NC       | DNF           |

| Rang               | Athlète         | Catégorie | Pays               | Course 1      | Course 1 | Course 2      | Course 2 | Total         |
| Rang               | Athlète         | Catégorie | Pays               | Temps         | Rang     | Temps         | Rang     | Total         |
| ------------------ | --------------- | --------- | ------------------ | ------------- | -------- | ------------- | -------- | ------------- |
| Médaille d'or      | Marie Bochet    | LW6/8-2   | France             | 1 min 04 s 92 | 1e       | 1 min 04 s 50 | 1e       | 2 min 09 s 42 |
| Médaille d'argent  | Alana Ramsay    | LW9-2     | Canada             | 1 min 12 s 66 | 3e       | 1 min 10 s 54 | 2e       | 2 min 23 s 20 |
| Médaille de bronze | Petra Smaržová  | LW6/8-2   | Slovaquie          | 1 min 15 s 72 | 6e       | 1 min 12 s 80 | 3e       | 2 min 28 s 52 |
| 4                  | Ammi Hondo      | LW6/8-2   | Japon              | 1 min 15 s 20 | 4e       | 1 min 13 s 59 | 5e       | 2 min 28 s 79 |
| 5                  | Mel Pemble      | LW9-2     | Canada             | 1 min 15 s 65 | 5e       | 1 min 13 s 57 | 4e       | 2 min 29 s 22 |
| 6                  | Elena Kratter   | LW2       | Suisse             | 1 min 19 s 88 | 7e       | 1 min 14 s 19 | 6e       | 2 min 34 s 07 |
| 7                  | Guo Jiaxin      | LW6/8-2   | Chine              | 1 min 20 s 59 | 8e       | 1 min 20 s 34 | 7e       | 2 min 40 s 93 |
| 8                  | Ilma Kazazić    | LW3       | Bosnie-Herzégovine | 1 min 26 s 04 | 9e       | 1 min 25 s 29 | 8e       | 2 min 51 s 33 |
| 9                  | Wang Qingyun    | LW6/8-2   | Chine              | 1 min 30 s 67 | 10e      | 1 min 25 s 58 | 9e       | 2 min 56 s 25 |
|                    | Andrea Rothfuss | LW6/8-2   | Allemagne          | 1 min 09 s 51 | 2e       | NC            | NC       | DNF           |
| Anna-Maria Rieder  | LW9-1           | Allemagne | NC                 | NC            | NC       | NC            | DNF      |               |
| Frédérique Turgeon | LW2             | Canada    | NC                 | NC            | NC       | NC            | DNF      |               |

| Rang               | Athlète            | Catégorie | Pays      | Course 1      | Course 1 | Course 2      | Course 2 | Total         |
| Rang               | Athlète            | Catégorie | Pays      | Temps         | Rang     | Temps         | Rang     | Total         |
| ------------------ | ------------------ | --------- | --------- | ------------- | -------- | ------------- | -------- | ------------- |
| Médaille d'or      | Marie Bochet       | LW6/8-2   | France    | 1 min 07 s 46 | 1e       | 0 min 47 s 24 | 1e       | 1 min 54 s 70 |
| Médaille d'argent  | Andrea Rothfuss    | LW6/8-2   | Allemagne | 1 min 11 s 43 | 2e       | 0 min 49 s 93 | 2e       | 2 min 01 s 36 |
| Médaille de bronze | Frédérique Turgeon | LW2       | Canada    | 1 min 11 s 60 | 3e       | 0 min 51 s 12 | 3e       | 2 min 02 s 72 |
| 4                  | Bigna Schmidt      | LW5/7-3   | Suisse    | 1 min 16 s 01 | 6e       | 0 min 54 s 87 | 4e       | 2 min 10 s 88 |
| 5                  | Mel Pemble         | LW9-2     | Canada    | 1 min 14 s 07 | 4e       | 1 min 11 s 26 | 5e       | 2 min 25 s 33 |
|                    | Ammi Hondo         | LW6/8-2   | Japon     | 1 min 14 s 24 | 5e       | NC            | NC       | DNF           |
| Laura Valeanu      | LW4                | Roumanie  | NC        | NC            | NC       | NC            | DNF      |               |
| Elena Kratter      | LW2                | Suisse    | NC        | NC            | NC       | NC            | DNF      |               |

| Rang               | Athlète            | Catégorie | Pays      | Temps         |
| ------------------ | ------------------ | --------- | --------- | ------------- |
| Médaille d'or      | Marie Bochet       | LW6/8-2   | France    | 1 min 07 s 46 |
| Médaille d'argent  | Andrea Rothfuss    | LW6/8-2   | Allemagne | 1 min 11 s 43 |
| Médaille de bronze | Frédérique Turgeon | LW2       | Canada    | 1 min 11 s 60 |
| 4                  | Mel Pemble         | LW9-2     | Canada    | 1 min 14 s 07 |
| 5                  | Ammi Hondo         | LW6/8-2   | Japon     | 1 min 14 s 24 |
| 6                  | Bigna Schmidt      | LW5/7-3   | Suisse    | 1 min 16 s 01 |
| 7                  | Laura Valeanu      | LW4       | Roumanie  | DNF           |
| 8                  | Elena Kratter      | LW2       | Suisse    | DNF           |

#### Malvoyante
| Rang              | Athlète            | Catégorie | Pays               | Temps         |
| ----------------- | ------------------ | --------- | ------------------ | ------------- |
| Médaille d'or     | Menna Fitzpatrick  | B2        | Royaume-Uni        | 1 min 16 s 09 |
| Médaille d'argent | Kelly Gallagher    | B3        | Royaume-Uni        | 1 min 31 s 59 |
|                   | Henrieta Farkašová | B3        | Slovaquie          | DNF           |
|                   | Anna Peskova       | B2        | République tchèque | DNS           |

| Rang               | Athlète            | Catégorie | Pays               | Course 1      | Course 1 | Course 2      | Course 2 | Total         |
| Rang               | Athlète            | Catégorie | Pays               | Temps         | Rang     | Temps         | Rang     | Total         |
| ------------------ | ------------------ | --------- | ------------------ | ------------- | -------- | ------------- | -------- | ------------- |
| Médaille d'or      | Henrieta Farkašová | B3        | Slovaquie          | 1 min 05 s 85 | 2e       | 1 min 02 s 60 | 1e       | 2 min 08 s 45 |
| Médaille d'argent  | Menna Fitzpatrick  | B2        | Royaume-Uni        | 1 min 07 s 79 | 3e       | 1 min 05 s 74 | 2e       | 2 min 13 s 53 |
| Médaille de bronze | Melissa Perrine    | B2        | Australie          | 1 min 05 s 53 | 1e       | 1 min 12 s 52 | 4e       | 2 min 18 s 05 |
| 4                  | Kelly Gallagher    | B3        | Royaume-Uni        | 1 min 12 s 15 | 4e       | 1 min 07 s 69 | 3e       | 2 min 19 s 84 |
| 5                  | Anna Peskova       | B2        | République tchèque | 1 min 30 s 26 | 5e       | 1 min 28 s 03 | 5e       | 2 min 58 s 29 |

| Rang               | Athlète            | Catégorie | Pays               | Course 1      | Course 1 | Course 2      | Course 2 | Total         |
| Rang               | Athlète            | Catégorie | Pays               | Temps         | Rang     | Temps         | Rang     | Total         |
| ------------------ | ------------------ | --------- | ------------------ | ------------- | -------- | ------------- | -------- | ------------- |
| Médaille d'or      | Henrieta Farkašová | B3        | Slovaquie          | 1 min 07 s 29 | 1e       | 1 min 07 s 29 | 1e       | 2 min 14 s 58 |
| Médaille d'argent  | Melissa Perrine    | B2        | Australie          | 1 min 11 s 78 | 2e       | 1 min 10 s 99 | 2e       | 2 min 22 s 77 |
| Médaille de bronze | Menna Fitzpatrick  | B2        | Royaume-Uni        | 1 min 14 s 09 | 3e       | 1 min 11 s 57 | 3e       | 2 min 25 s 66 |
| 4                  | Kelly Gallagher    | B3        | Royaume-Uni        | 1 min 14 s 17 | 4e       | 1 min 11 s 59 | 4e       | 2 min 25 s 76 |
| 5                  | Anna Peskova       | B2        | République tchèque | 1 min 30 s 19 | 5e       | 1 min 27 s 39 | 5e       | 2 min 57 s 58 |

| Rang               | Athlète           | Catégorie | Pays               | Course 1      | Course 1 | Course 2      | Course 2 | Total         |
| Rang               | Athlète           | Catégorie | Pays               | Temps         | Rang     | Temps         | Rang     | Total         |
| ------------------ | ----------------- | --------- | ------------------ | ------------- | -------- | ------------- | -------- | ------------- |
| Médaille d'or      | Melissa Perrine   | B2        | Australie          | 1 min 14 s 81 | 2e       | 0 min 47 s 38 | 1e       | 2 min 02 s 19 |
| Médaille d'argent  | Menna Fitzpatrick | B2        | Royaume-Uni        | 1 min 12 s 99 | 1e       | 0 min 50 s 85 | 3e       | 2 min 03 s 84 |
| Médaille de bronze | Kelly Gallagher   | B3        | Royaume-Uni        | 1 min 17 s 38 | 3e       | 0 min 50 s 05 | 2e       | 2 min 07 s 43 |
|                    | Anna Peskova      | B2        | République tchèque |               |          |               |          | DNF           |

| Rang               | Athlète           | Catégorie | Pays               | Temps         |
| ------------------ | ----------------- | --------- | ------------------ | ------------- |
| Médaille d'or      | Menna Fitzpatrick | B2        | Royaume-Uni        | 1 min 12 s 99 |
| Médaille d'argent  | Melissa Perrine   | B2        | Australie          | 1 min 14 s 81 |
| Médaille de bronze | Kelly Gallagher   | B3        | Royaume-Uni        | 1 min 17 s 38 |
| 4                  | Anna Peskova      | B2        | République tchèque | DNF           |